# Jan Žalkovský ze Žalkovic
Jan Žalkovský ze Žalkovic byl moravský šlechtic, který pocházel z rodu Žalkovských ze Žalkovic.
Jeho otcem byl Matyáš Žalkovský ze Žalkovic. Jan začal svoji kariéru jako písař zemského soudu a v letech 1596–1611 byl místodržícím nejvyššího písařství. Po smrti svého otce převzal hlavní rodinné sídlo v Dobromilicích, Brodek, Blansko a dům v Brně. Také vlastnil Šilperk s přilehlým hrádkem. Na počátku 17. století provedl přestavbu tvrze v Blansku, ze které vznikl renesanční zámek. V tomto období se však zadlužil a začal svůj majetek postupně rozprodávat. Roku 1614 prodal rodinné sídlo Žalkovských v Dobromilicích, následujícího roku Blansko. V předvečer bitvy na Bílé Hoře mu zůstaly pouze Doloplazy. Po porážce stavovského povstání byl nucen zaplatit pokutu 600 zlatých, o svůj poslední majetek v Doloplazech přišel zadlužený Jan v roce 1628. 
Jan měl dvě manželky. Roku 1597 se oženil s Anežkou Bítovskou ze Slavíkovic, která však skonala již 18. června 1609. Po její smrti si Jan vzal Alenu Šlejnicovou ze Šlejnic. Jan měl dvě děti, Matyáše a Aničku, které se však v historických pramenech již dále neuvádějí. Jan Žalkovský ze Žalkovic zemřel koncem 20. let 17. století v naprosté chudobě. Byl pohřben v rodinné hrobce v kostele v Dobromilicích a na jeho náhrobek, který byl zhotoven v dřívějších dobách, nikdo po jeho smrti nenapsal ani datum úmrtí.